# The Mexican (film, 1956)
Pour les articles homonymes, voir  The Mexican (homonymie),  Le Mexicain (homonymie) et The Mexican (film, 1911).
Pour plus de détails, voir Fiche technique et Distribution.
The Mexican (en russe : Meksikanets, Мексиканец) est un film dramatique soviétique réalisé par Vladimir Kaplounovski (ru) et sorti en 1955. Le scénario, écrit par Émile Braguinski, est basé sur la nouvelle Pour la révolution mexicaine de Jack London.

## Synopsis
Durant les premières années de la Révolution mexicaine, un groupe de rebelles mexicains de Los Angeles travaille depuis une maison sûre, imprimant des tracts de propagande et collectant des fonds pour soutenir l'Armée révolutionnaire dans sa lutte pour renverser le régime de Porfirio Díaz. Des lettres en provenance du Mexique demandent des armes de toute urgence, mais les rebelles ont du mal à réunir suffisamment d'argent grâce aux maigres contributions de partisans démunis.
Felipe Rivera, un jeune homme qui a récemment traversé la frontière entre le Mexique et les États-Unis, s'approche du groupe, désireux de se joindre à leur cause. D'abord méfiants, les rebelles l'autorisent à les rejoindre à condition qu'il prouve sa loyauté envers la révolution. Rivera, le fils du patriote assassiné Joaquín Fernández, est déterminé à contribuer de manière significative à leurs efforts.
Conscient du besoin urgent de fonds pour armer les révolutionnaires, Rivera se porte volontaire pour combattre un boxeur renommé, Danny Ward, pour remporter le prix en argent. Malgré les obstacles qui pèsent sur lui, Rivera négocie pour que l'intégralité du prix soit attribué au vainqueur et monte sur le ring pour affronter le redoutable champion. Avec le poids de la révolution sur ses épaules, Rivera triomphe dans un match épuisant, obtenant les fonds nécessaires pour aider ses camarades dans leur lutte pour la liberté.

## Fiche technique
- Titre original : Meksikanets
- Titre français : The Mexican
- Réalisation : Vladimir Kaplounovski (ru)
- Scénario : Émile Braguinski, adapté d'une nouvelle de Jack London
- Photographie : Sergei Poluyanov
- Montage :
- Musique : Mikhail Chulaki
- Production :
- Sociétés de production : Mosfilm
- Pays de production : URSS
- Langue originale : russe
- Format : couleur
- Genre : drame
- Durée : 82 minutes
- Dates de sortie[2] :
  - Union soviétique : 13 avril 1956

## Distribution
- Oleg Strijenov : Fernández / Felipe Rivera
- Boris Andreïev : Paulino Vera
- Daniil Sagal : Arellano
- Mark Pertsovskiy : Ramos
- Nadezhda Rumyantseva : May
- Vladimir Dorofeyev : Diego
- Tatiana Samoilova : Maria
- Lev Durasov : commandant d'unité
- Mikhaïl Astangov : Kelly
- Georgi Slabinyak : Roberts
- Gennady Stepanov : le boxeur Danny Ward
- Leonid Kmit : Spider Hagerty
- Maksim Grekov : Mateo
- Nodar Shashigoglu :
- Georgiy Vitsin : Agent Bill Carthy
- Leonid Nedovich : Tall Tramp
- Viktor Kolpakov : Fat Tramp
- Zana Zanoni : Rivera's Mother
- Nina Agapova :
- Nikolaï Grabbe : Rivera's Ring Assistant
- Ovsey Kagan :
- Nikolay Kutuzov : Indian
- A. Mambetov :
- Mikhail Medvedev : House Owner
- Evgeniy Morgunov : Michael
- Anatoliy Solovyov : American
- Sergei Troitsky : arbitre de boxe
- V. Zhukov :
- Gueorgui Danielia : homme avec une guitare (non crédité)